# Antiguas Oficinas Casa Vanorden
Las antiguas oficinas Casa Vanorden es un edificio declarado como patrimonio histórico ubicado el barrio de Mooca, en la zona sudeste de la ciudad de São Paulo, Brasil. Se ubica en la intersección de la rúa Borges de Figueiredo y la rúa Monsenhor João Felipo cercano al ingreso de la actual estación Mooca de la CPTM y colinda, también, con los galpones de Mooca y, al igual que estos, formó parte del conglomerado industrial de la familia Matarazzo.
Fue construida a inicios del siglo XX para servir de sede a la "Casa Vanorden", una de las más importantes imprentas de la ciudad que brindaba servicios a los principales departamentos públicos y a las empresas de ferrocarriles. El edificio se mantiene casi inalterado hasta la actualidad a pesar de haber pasado varios eventos de la historia paulistana. Habiendo sido incluso bombardeado durante la Revuelta Paulista de 1924.
Fue declarado como patrimonio histórico de la ciudad por el CONPRESP mediante resolución del año 2007.